# 大日寺 (徳島県板野町)
大日寺（だいにちじ）は徳島県板野郡板野町黒谷にある東寺真言宗の準別格本山。山号は黒巌山（こくがんざん）、院号は遍照院（へんじょういん）と号す。本尊は大日如来。四国八十八箇所第四番札所。
- 本尊真言：おん あびらうんけん ばざらだどばん
- ご詠歌：ながむれば月白妙（しろたえ）の夜半（よわ）なれや ただ黒谷（くろたに）にすみぞめの袖（そで）

## 歴史
寺伝によれば空海（弘法大師）がこの地での修行中に大日如来を感得、一刀三礼して1尺8寸（約55cm）の大日如来像を刻み、これを本尊として創建し、本尊より大日寺と号したという。山号の黒巌山は、この地が三方を山に囲まれ黒谷と呼ばれていたのが由来で、黒谷寺（くろたにでら）とも呼ばれていたという。
荒廃と再興を繰り返し、応永年間（1394年 – 1428年）には松法師により修復がなされ、慶安2年（1649年）には徳島藩2代藩主蜂須賀忠英により本堂を建立して以来、天和・貞享年間（1681年 – 1688年）に再興される。また、元禄5年（1692年）には5代藩主蜂須賀綱矩が、寛政11年（1799年）には11代藩主蜂須賀治昭の篤い帰依を受け堂塔の大修理が行われた。
正徳4年（1714年）に真言宗御室派になり明治前期の当寺住職の泉智等は御室派管長になるが、明治20年以降は京都の東寺の末寺となる。
1998年（平成10年）から2015年（平成27年）まで住職を務めた真鍋俊照は仏教美術学者として著書多数あり。
平成の大修理として、2014年（平成26年）より、大師像、弥勒菩薩坐像、三十三観音像、そして本尊・大日如来坐像が順次修復され開帳された。

## 境内
- 山門（鐘楼門） - 2018年春に再建。柱、控柱に欅材、他は檜材を用いた鐘楼門で、梵鐘は1861年建立の元の鐘楼門の物を使用している[3]。
- 本堂：慶安2年（1649年）建立、寛政11年（1799年）修復。本尊は住職でも住職交代の折の人生2度しか見られない秘仏で、像高56cm、坐奥32.7cm前立仏と同じ大きさで金色に輝く、推定応永14年（1407年）作。その本尊が修繕を期に2017年の3月から12月の毎月28日開帳された。また、木彫りの前立仏は真鍋俊照（前住職）が着任の時に新造された。
- 大師堂：文久3年（1863年）9月建立。本尊は弘法大師、脇仏は弥勒菩薩坐像と不動明王坐像でいずれも拝観できる。また、昼と夜の大師を表現した白地と紺地に描かれた二枚の「両面大師」画は前住職が新たに描いたもので拝観できる。
- 護摩堂：下記の回廊の背後にあり、境内からは見えない。それまで大師堂で護摩を焚いていたが、前住職の着任を機に当堂を新築し京都から不動明王坐像と二童子像を迎え、大師像など諸仏に気兼ねなく護摩を焚くことができるようになった。
- 回廊：本堂と大師堂をつないでいて、令和2年（2020年）秋に修復が完了した三十三体の西国霊場の観音菩薩像（江戸時代中期の明和年間（1764年 – 1772年）に大坂の信者が奉納したとされる）と青面金剛像が安置。
- 薬師堂：拝観可能。
- 阿弥陀如来石像祠
- 八幡祠：『四国遍礼名所図会』（1800年刊）にも描かれていて、境内に入って左にある池の中の祠、宇佐八幡神を祀る。

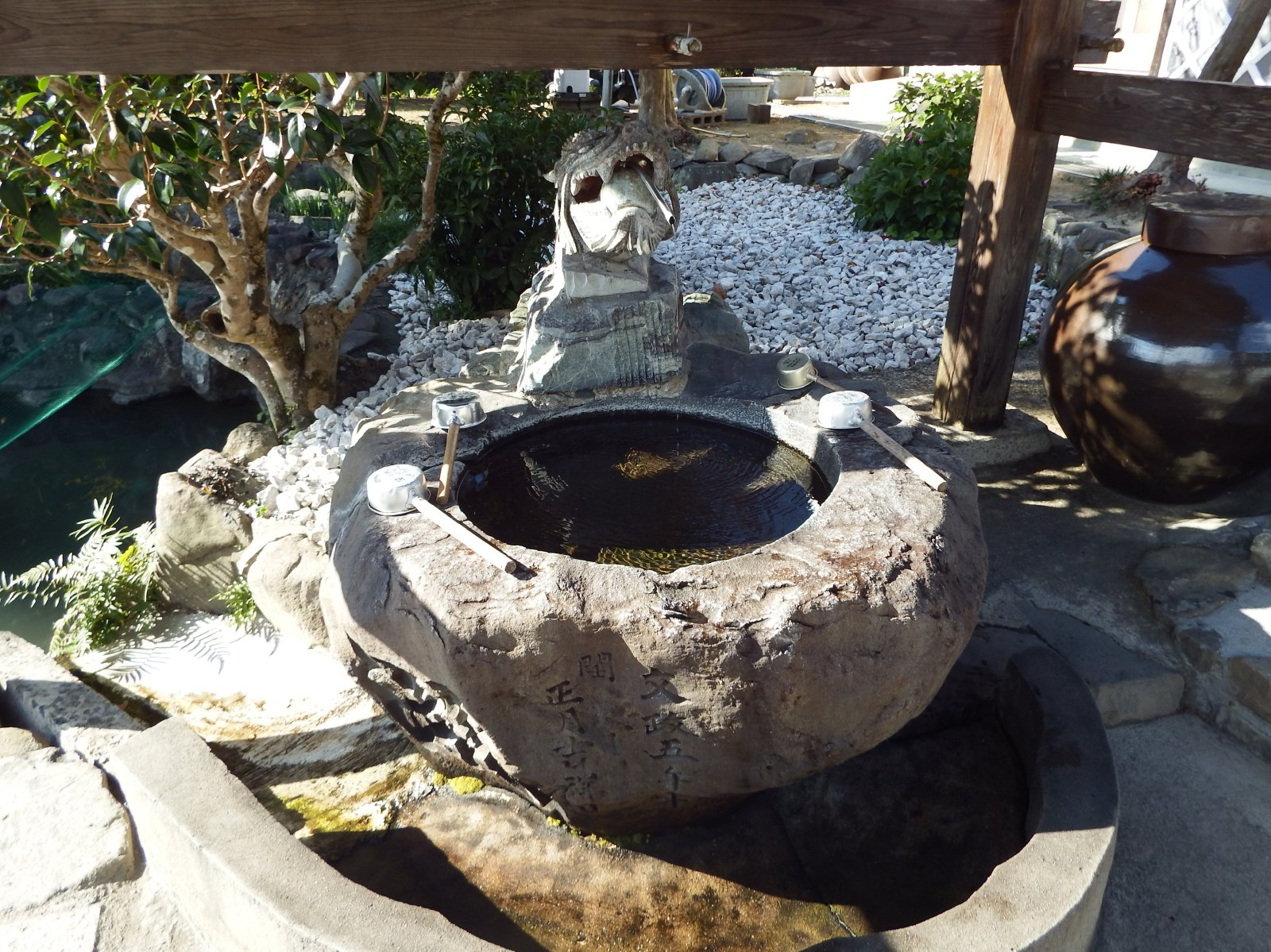
手水舎

- 手水舎：文政5年（1822年）に奉納された砂岩をくりぬいた手水鉢で、白濁してたので｢蛤水｣と呼ばれていた。
- 納経所：令和5年2月、完成していたが、回廊にいた弁財天女（石造）と賓頭盧尊者が側面に遷座。

上層を鐘楼とした山門を入ると左手の池の先に手水鉢があり、正面奥に本堂が建てられている。本堂右手にある回廊を、安置されている観音像を鑑賞しながら進むと大師堂の横に出る。納経所は大師堂の向かい側にある。
- 宿坊：なし
- お手洗い：水洗男女別水洗トイレ、水洗障害者用トイレ、烏枢沙摩明王像（仏師立花麟士・作）が傍らに鎮座。
- 駐車場：普通車30台・バス6台。無料。

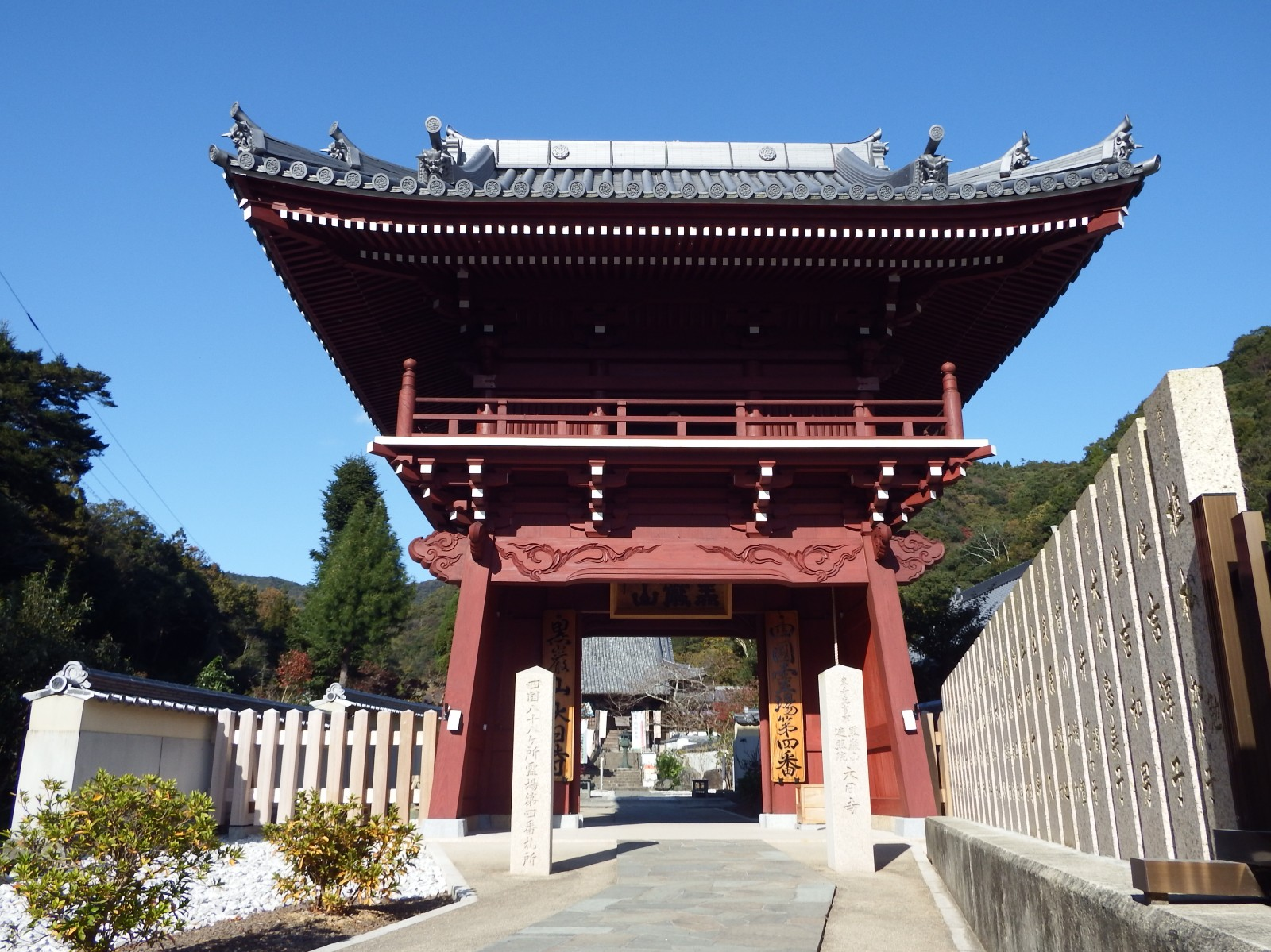
山門
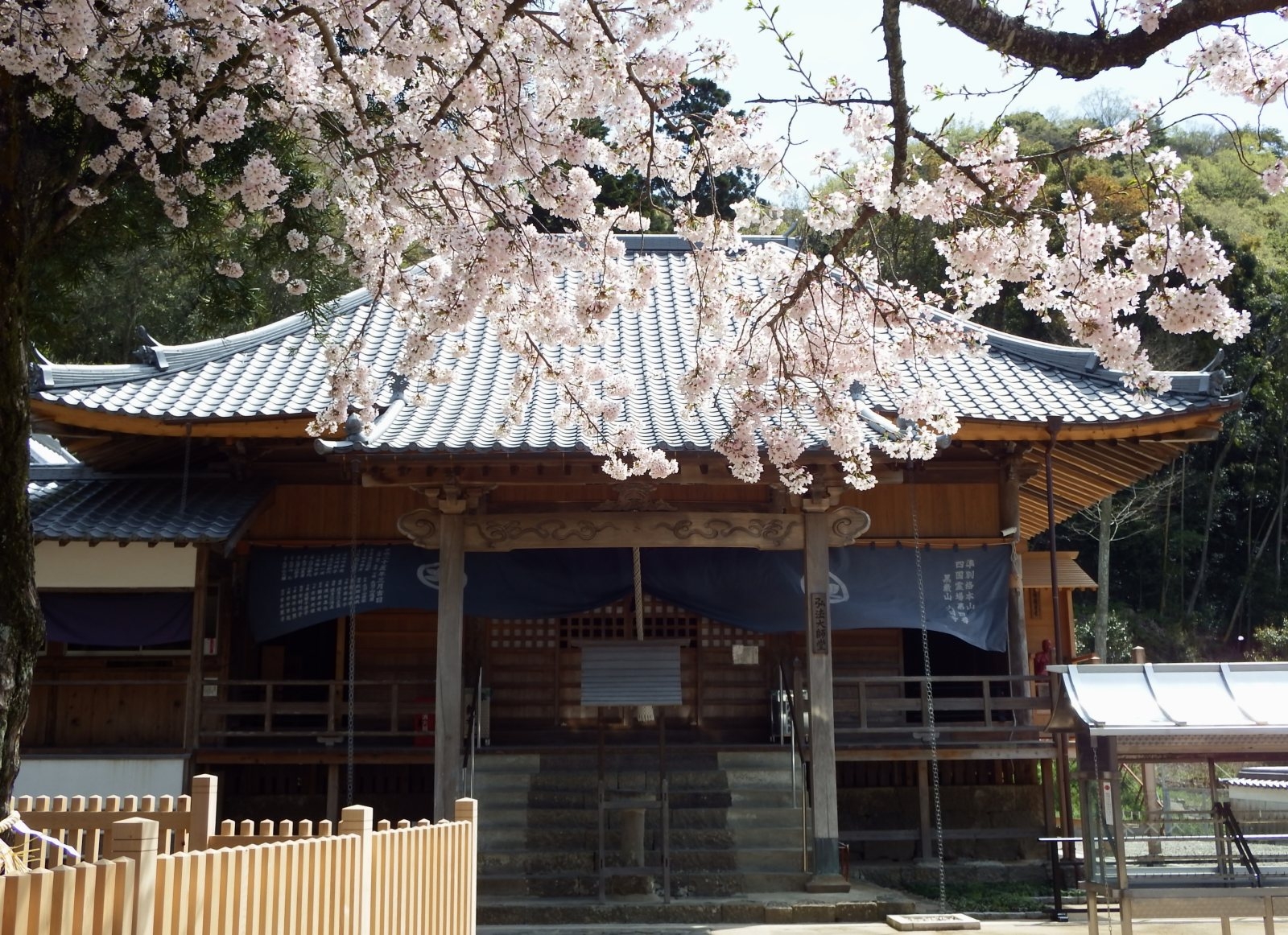
大師堂
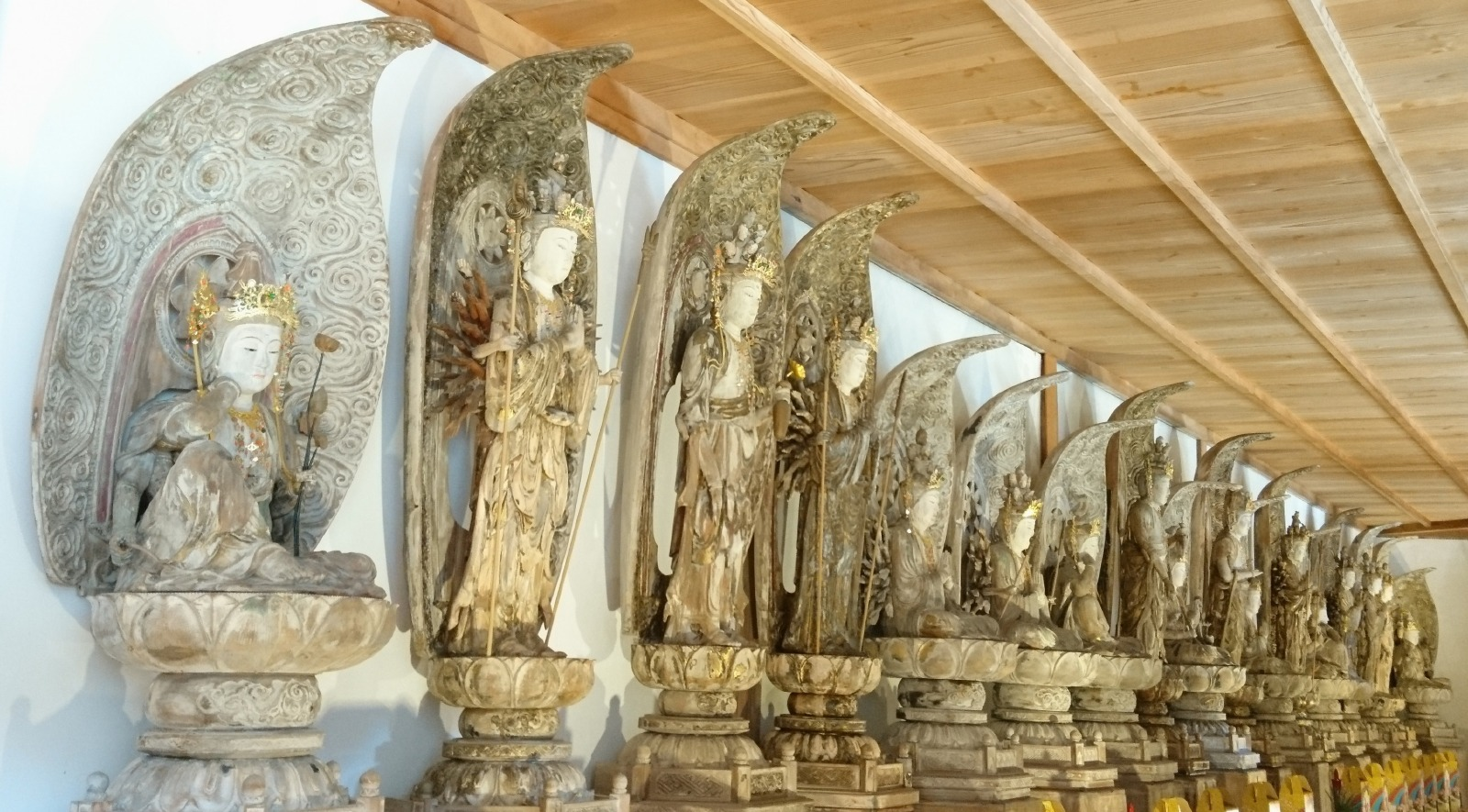
三十三観音像
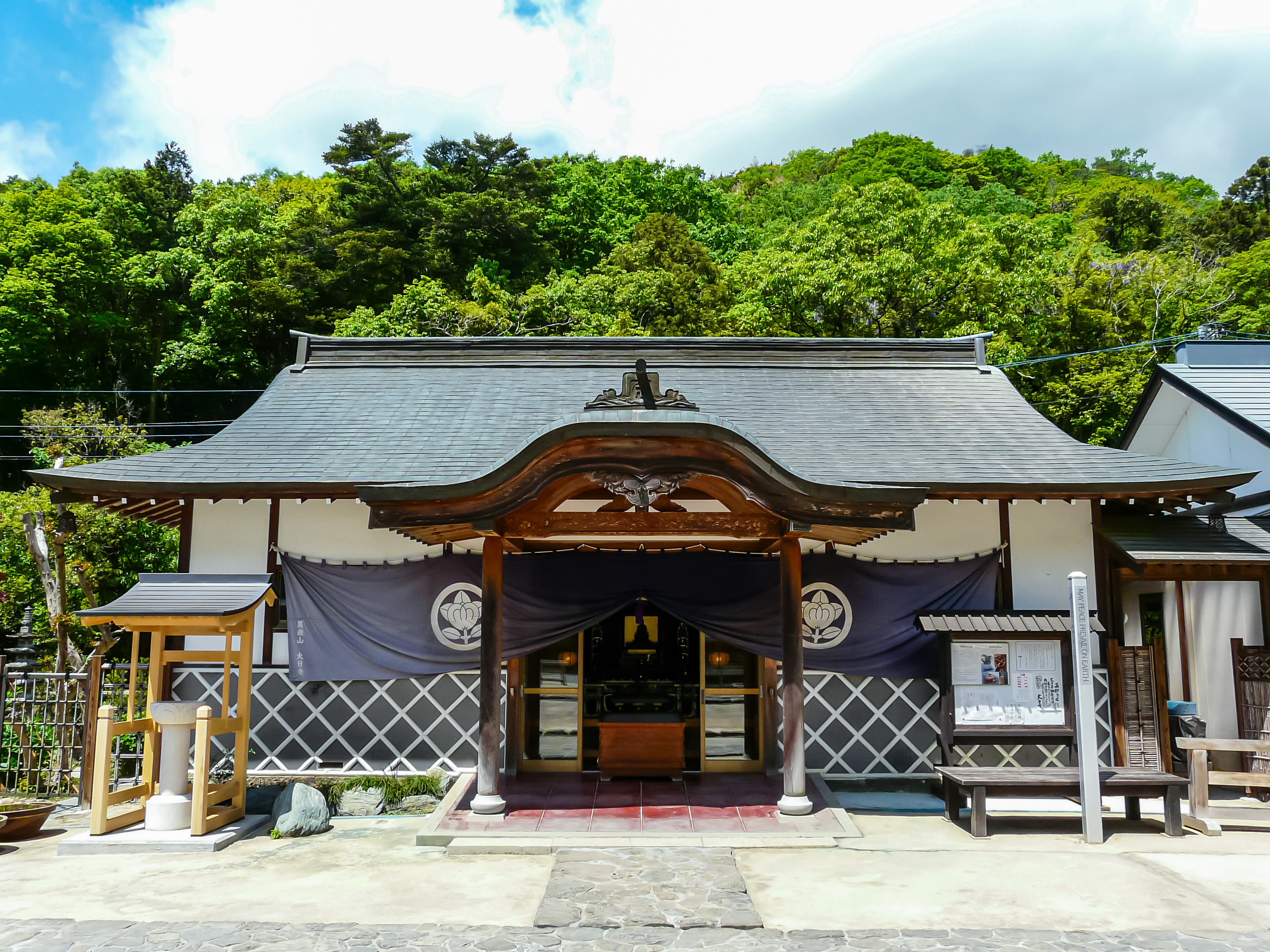
薬師堂
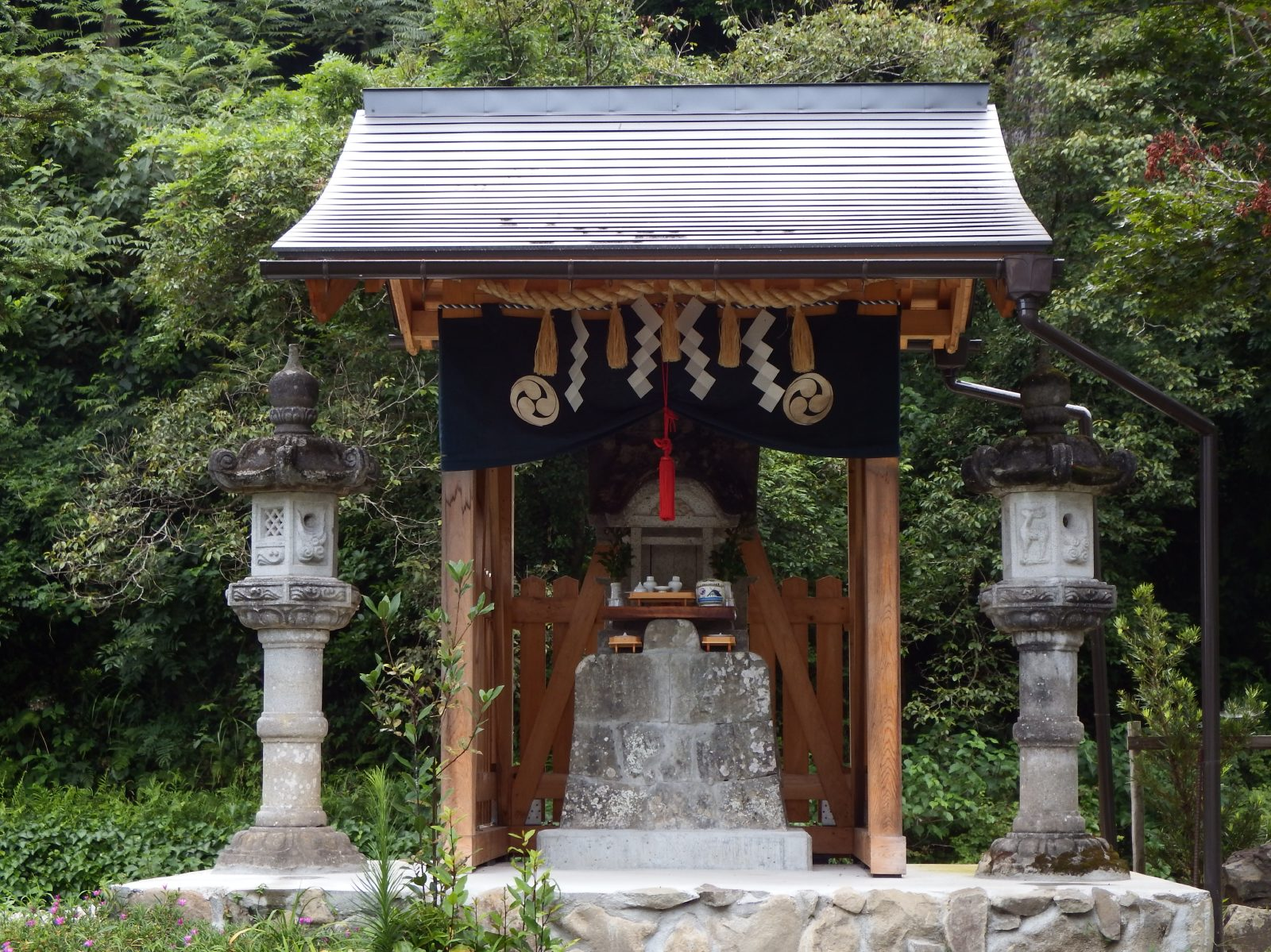
八幡神祠
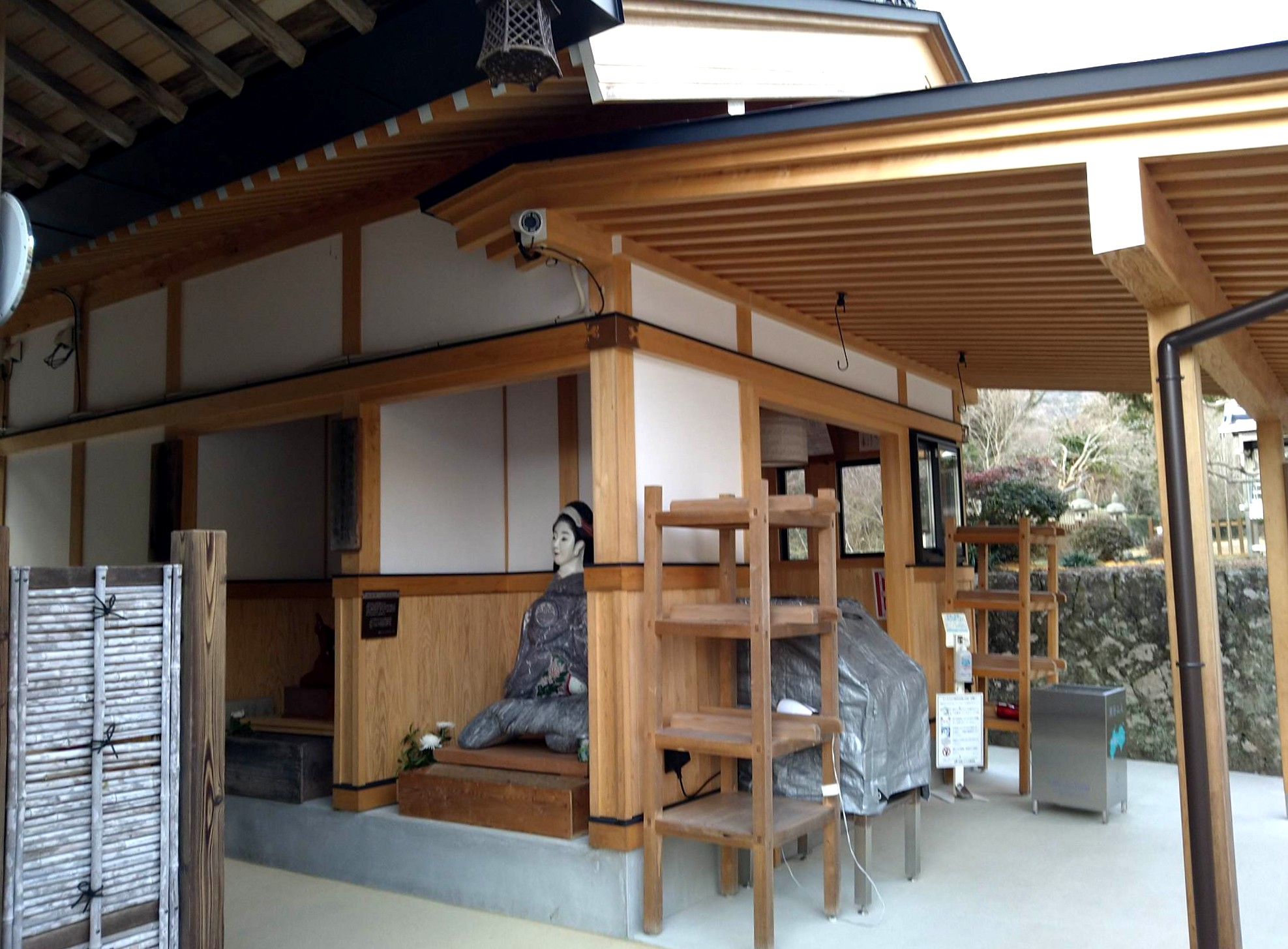
納経所
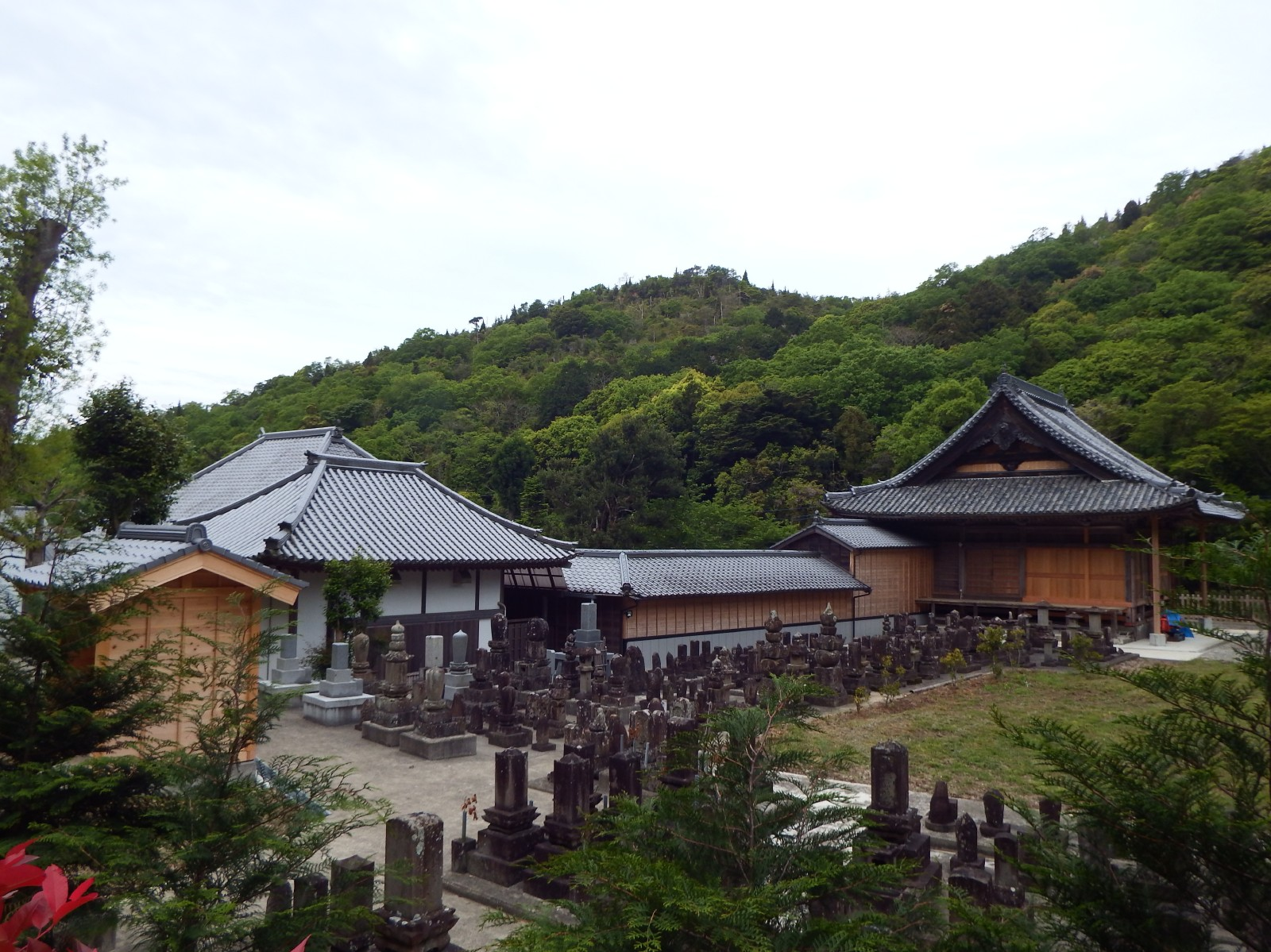
全景を後方から

## 文化財
国の史跡
- 阿波遍路道 大日寺境内：約1ha。2019年10月16日指定[4][5][6]

板野町指定史跡
- 大日寺[7]

## 交通案内
鉄道
- 四国旅客鉄道（JR四国） 高徳線 - 板野駅下車 (4.5 km)

バス
- 徳島バス 鍛冶屋原線「羅漢」下車 (2.3 km)

道路
- 一般道：徳島県道・香川県道34号石井引田線 大日寺前 (0.1 km)
- 自動車道：高松自動車道 板野IC （約7 km）、徳島自動車道 藍住IC (7.5 km)

## 前後の札所
四国八十八箇所
3 金泉寺 -- (5.0 km)-- 4 大日寺 -- (2.0 km)-- 5 地蔵寺